# Scarborough (Trinidad en Tobago)
Scarborough is een stad op het eiland Tobago, dat onderdeel is van het land Trinidad en Tobago. Een derde van de inwoners van het eiland woont in de stad. In de stad staat het fort King George, dat in de 18e eeuw is gebouwd.

## Geschiedenis

### Nederlandse periode
De plaats werd in september 1654 gesticht als Nieuw Vlissingen door ongeveer 600 Zeeuwse migranten, als onderdeel van de kolonie Nieuw Walcheren, dat was verkregen bij de Vrede van Westminster. Eerder had Jan de Moor gepoogd tussen 1634 en 1 januari een kolonie op het eiland te stichten, de Spanjaarden kwamen en richtten een bloedbad aan onder de 200-koppige bevolking, waarbij ook zijn zoon Cornelis gevangen werd genomen. Cornelis Lampsins, die door Lodewijk de 14e in de adelstand werd verheven, mocht zich daarop 'baron van Tobago' noemen en kreeg het hele gebied in erfelijk leen. Er werden drie forten gebouwd bij de stad; Fort Lampsinsberg, Fort Beveren en Fort Bellavista. Tegenover de plaats, aan de noordzijde van het eiland was in 1642 de Koerlandse nederzetting Nieuw Koerland ontstaan met het Fort Jacob. In 1658 kreeg de plaats 500 extra Franse inwoners, die zich onder Nederlandse soevereiniteit op het eiland mochten vestigen en de nederzetting Le Quartier des Trois Rivières stichtten. Op 11 december 1659 gaven de Koerlanders zich over aan de Nederlanders. In 1660 woonden op heel Tobago ongeveer 1500 kolonisten (met name Zeeuwen en Fransen) en ongeveer 7000 slaven.
Tobago werd onder Zeeuwse leiding omgevormd tot een plantagegebied met als belangrijkste exportproducten suiker, rum en cacao. In januari 1666 veroverden Engelse piraten onder leiding van Robert Searle en John Poyntz de kolonie en namen 150 mensen gevangen. Lampsinburg werd verwoest. De Britse gouverneur van Barbados Francis Willoughby, die hetzelfde van plan was, arriveerde 4 dagen later en stuurde de piraten weg, om ze ervan te weerhouden alles te plunderen (ze mochten wat ze hadden geplunderd houden). Willoughby stationeerde er 50 man Engelse troepen. De Fransen kwamen er echter achter dat het eiland nauwelijks verdedigd werd en in opdracht van gouverneur Vincent van Grenada werd het eiland heroverd in augustus van dat jaar. De Fransen lieten echter geen bezetting achter en toen de Zeeuwse admiraal Abraham Crijnssen het eiland in april 1667 bezocht, was het eiland verlaten. Hij liet Fort Lampsinsburg herstellen en stationeerde er een klein garnizoen van 29 man. In december 1668 ondernamen de Koerlanders een nieuwe poging om een kolonie te stichten, maar werden verjaagd door de Nederlanders. In 1672 arriveerde een nieuwe groep van ongeveer 500 Nederlandse kolonisten, maar al op 18 december van dat jaar vielen de Britten opnieuw aan en wisten het eiland na een zes uur durend gevecht te veroveren, waarop alle kolonisten naar Barbados werden gedeporteerd en het eiland opnieuw onbewoond was. Bij de Vrede van Westminster in 1674 herkreeg Nederland de kolonie, maar pas op 1 september 1676 kwam Jacob Binckes met een nieuwe groep kolonisten en buitgemaakte slaven (van de Franse kolonies Cayenne en MarieGalante) naar het eiland. Er werd een nieuw fort gebouwd, genaamd Fort Sterreschans en er werd een wachtpost ingesteld. De nieuwe plaats kreeg de naam Lampsinburg. In februari 1677 kreeg de kolonie versterking van ongeveer 150 man, maar de Franse admiraal Jean II d'Estrées was op weg naar het eiland met een vloot van 24 schepen. De kolonie had net een ziektegolf doorgemaakt, waardoor veel soldaten waren overleden en er nog maar 700 soldaten en 100 kolonisten waren om Lampsinsburg te verdedigen. De Eerste Slag bij Tobago begon op 21 februari en eindigde met een nederlaag voor de Fransen, die dan wel een aantal schepen tot zinken wisten te brengen, maar het fort niet wisten te veroveren en zonder Tobago te hebben ingenomen zich terug moesten trekken naar Frankrijk. De verdedigers hadden echter 300 man verloren en waren ernstig verzwakt. D'Estées gaf niet op en kwam op 6 december 1677 terug met 21 schepen. De 700 man die het fort moesten verdedigen met 5 schepen, waren nog bezig met deze Tweede Slag bij Tobago, toen een Franse kanonskogel in het kruitmagazijn onder het fort belandde en een geweldige explosie volgde, waarbij naast Binckes nog 250 man omkwamen. De overige Nederlanders gaven zich daarop over. De Fransen bliezen Fort Sterrenschans op en verlieten het eiland daarop. Bij de Vrede van Nijmegen herkreeg Nederland de kolonie van Frankrijk.

### Britse en Franse belangen
De Nederlanders hadden er echter genoeg van en toen de graaf van Koerland weer probeerde om een nederzetting op het eiland te stichten, werd het hele eiland in 1684 door de Britten, Fransen en Nederlanders 'onafhankelijk' en 'neutraal' verklaard, met als doel dat niemand het eiland kon claimen en mensen zich er vrij konden vestigen. In de praktijk veranderde het eiland hierdoor in een piratennest.
In 1748 kwamen echter toch Franse kolonisten vanaf Martinique naar het eiland met als klaarblijkelijk doel het hele eiland voor Frankrijk in te nemen. De Franse overheid ordoneerde na Britse klachten dat ze moesten vertrekken, waarop ze terugkeerden en het fort dat ze hadden gebouwd werd verwoest.
In 1760 liet de Franse overheid hen echter weer terugkeren. De Britten kwamen daarop naar het eiland en veroverden het in 1762. Vervolgens kwam een stroom immigranten vanaf Barbados op gang, die Georgetown stichtten en Lampsinsburg weer opbouwden, dat vervolgens de naam Scarborough kreeg. In 1769 werd het Huis van Afgevaardigden (parlement) verplaatst van Georgetown naar Scarborough, waardoor dit de status van hoofdstad kreeg. Bij de plaats werd tussen 1777 en 1779 het nieuwe Fort King George gebouwd.
De Fransen hadden het echter nog niet opgegeven en in 1781 kwam een grote vloot naar het eiland met als doel het weer in te nemen. De strijd duurde een aantal maanden alvorens Scarborough werd veroverd, waarop de Fransen de plaats hernoemden tot Port Louis (naar koning Lodewijk XVIII) en het fort tot Fort Castries (naar de graaf van Castries). De Franse gouverneur De Peynier werd aangesteld als bestuurder over de plaats. De Franse Revolutie had echter ook gevolgen voor de Franse kolonie op Tobago; in 1790 begonnen de soldaten te muitten en als gevolg brak een grote brand uit in Port Louis en Fort Castries, waarbij het fort tot de grond toe afbrandde. Daarop volgde een wervelstorm die nog meer schade aanrichtte op het eiland. Op 15 april 1793 heroverden de Britten het eiland en hernoemden Fort Louis weer naar Scarborough en bouwden Fort King George weer op. In 1800 mislukte de oogst en in 1801 brak bijna een opstand uit onder de slaven, die echter voortijdig de kop in werd gedrukt door de leiders op te pakken, waarvan 1 werd opgehangen. Bij de Vrede van Amiens herkreeg Frankrijk zijn kolonie, maar in 1803 veroverden de Britten het opnieuw, waarbij de Fransen geen enkele tegenstand leverden. In 1814 verkregen de Britten Tobago definitief bij het Verdrag van Parijs.

### Latere geschiedenis
In 1816 werd een moderniseringsplan doorgevoerd en werden alle gebouwen op het centrale plein gesloopt. Er verrees een Anglicaanse kerk (St. Andrew), die in 1818 werd ingewijd. In 1821 volgden een rechtbank en een gemeentehuis, beiden in Georgiaanse stijl. In 1822 werd Scarborough tot vrije haven verklaard en in 1826 verrees er de New Welseyan-kapel. In de jaren 30 volgden Presbyteriaanse kerken, scholen en een bank. In 1952 kreeg de plaats aansluiting op het elektriciteitsnet en in 1953 een diepwaterhaven. In de jaren 80 werd deze haven verder vergroot.

## Geboren
- Josanne Lucas (14 april 1984), atlete
- Kelly-Ann Baptiste (14 oktober 1986), atlete